# International Student Identity Card
International Student Identity Card (англ. ISIC) — міжнародне посвідчення особи і статусу особи, що навчається.
ISIC створене Міжнародною Конфедерацією Студентського Туризму (ISTC) в 1956 році під егідою UNESCO, яке має мету — підтримувати співдружність активних, допитливих, відповідальних студентів. Крім того ISIC — дисконтна картка, яка надає понад 41 000 знижок і спеціальних пропозицій в 120 країнах світу на транспорт, проживання, харчування, зв'язок, розваги і покупки. А також це:
- спеціальні автобусні, залізничні та авіа тарифи

- молодіжні програми міжнародного обміну

- лінія цілодобової телефонної підтримки

- спеціальні тарифи на стільниковий зв'язок

ISIC може поєднувати в собі функції: «ключа» СКУД — системи контролю управління доступом (на територію ВНЗу), картки для проїзду в транспорті, банківської платіжної картки, «соціальної картки», членського квитка, картки для подорожей. Сьогодні ISIC — єдине офіційно визнане в 120 країнах світу посвідчення особи і статусу особи, що навчається. Щороку більш ніж 5 мільйонів молодих людей стають власниками посвідчень ISIC. З 1956 року більше 50 мільйонів студентів було володарями посвідчень ISIC. Кожні 8 секунд в різних точках світу оформляється новий ISIC. У ряді країн ISIC є єдиним офіційним посвідченням студента і використовується як документ, що засвідчує його особу і статус.

## Історія
Після Другої світової війни лідери міжнародного студентського руху чітко усвідомили важливість міжнародних молодіжних контактів. Вони розуміли, що досягти глобального взаєморозуміння можливо лише за допомогою культурного обміну та подорожей. Наприкінці 50-х років XX століття виникла ідея про створення єдиного документа, що підтверджує статус студента по всьому світу. Втілити в життя цю ідею вдалося лише в кінці 60-х, і так була створена Міжнародна студентська картка ISIC.

## Власники картки
- школярі віком від 12 років
- учені технікумів, коледжів, училищ
- студенти стаціонару
- аспіранти/інтерни стаціонару
- слухачі мовних або інших курсів тривалістю понад 9 місяців

Вікові обмеження:
- від 12 років до безмежності (обмежень по граничному віку немає)